# Paralopheremaeus hispanicus
Paralopheremaeus hispanicus är en kvalsterart som först beskrevs av Ruiz, Kahwash och Subías 1990.  Paralopheremaeus hispanicus ingår i släktet Paralopheremaeus och familjen Plateremaeidae. Inga underarter finns listade i Catalogue of Life.